# Liste d'acteurs ayant incarné un président à l'écran
La fonction de président d'un État est souvent représentée au cinéma ou à la télévision, qu'il s'agisse de présidents ayant existé ou bien de présidents fictifs, de pays réels ou imaginaires, voire de « présidents du monde ».
Voici une liste d'acteurs et actrices ayant joué un président ou une présidente d'un État (ou regroupement d'États) dans un film, un téléfilm ou une série télévisée.

## Liste d’acteurs ayant incarné un président
Ce tableau possède des colonnes triables, cliquez sur la case en haut de la colonne que vous souhaitez trier.
| Type | Acteur                             | Rôle                                                                  | Personnage réel ou fictif | Titre de l'œuvre                                                                   | Pays de la présidence              | Année de l'œuvre | Réalisation/ Création                           |
| ---- | ---------------------------------- | --------------------------------------------------------------------- | ------------------------- | ---------------------------------------------------------------------------------- | ---------------------------------- | ---------------- | ----------------------------------------------- |
|      | Emil Abossolo-Mbo                  | Denis Sassou-Nguesso                                                  | réel                      | Les Prédateurs                                                                     | République du Congo                | 2007             | Lucas Belvaux                                   |
|      | F. Murray Abraham                  | Abraham Lincoln                                                       | réél                      | Dream West                                                                         | États-Unis                         | 1986             | Dick Lowry                                      |
|      | Mason Adams (en)                   | non nommé                                                             | fictif                    | La Malédiction finale                                                              | États-Unis                         | 1981             | Graham Baker (en)                               |
|      | Eugene Alper                       | Murman Shalikashvili                                                  | fictif                    | Veep                                                                               | Géorgie                            | 2017             | Armando Iannucci                                |
|      | Kourosh Amini                      | Nicolas Sarkozy                                                       | réel                      | Guilala’s counter attack                                                           | France                             | 2008             | Minoru Kawasaki                                 |
|      | John Anderson                      | Abraham Lincoln                                                       | réel                      | Voyages au bout du temps (Ép. 7, The Day the Rebs Took Lincoln)                    | États-Unis                         | 1982             | Bernard McEveety                                |
|      | John Anderson                      | Abraham Lincoln                                                       | réel                      | La Grande Combine                                                                  | États-Unis                         | 1966             | Billy Wilder                                    |
|      | John Anderson                      | Abraham Lincoln                                                       | réel                      | The Lincoln Conspiracy (en)                                                        | États-Unis                         | 1977             | James L. Conway                                 |
|      | David Andrews                      | Steven Calhoun                                                        | fictif                    | The Boys                                                                           | États-Unis                         | 2024             | Eric Kripke                                     |
|      | Tod Andrews (en)                   | Jeremy Haines                                                         | fictif                    | The President’s Plane is Missing (en)                                              | États-Unis                         | 1973             | Daryl Duke                                      |
|      | Chriss Anglin (d)                  | John F. Kennedy                                                       | réel                      | An American Carol                                                                  | États-Unis                         | 2008             | David Zucker                                    |
|      | Ted Atherton                       | Walter Sheridan                                                       | fictif                    | XIII : La Conspiration                                                             | États-Unis                         | 2008             | Duane Clark                                     |
|      | Erville Alderson                   | Andrew Jackson                                                        | réel                      | Abraham Lincoln                                                                    | États-Unis                         | 1940             | John Cromwell                                   |
|      | Jean-François Balmer               | Georges Pompidou                                                      | réel                      | Mort d'un président                                                                | France                             | 2011             | Pierre Aknine                                   |
|      | Sacha Baron Cohen                  | Président Premier ministre amiral général Shabazz (ou Haffaz) Aladeen | fictif                    | The Dictator                                                                       | République de Wadiya (pays fictif) | 2012             | Larry Charles                                   |
|      | Lionel Barrymore                   | Andrew Jackson                                                        | réel                      | L’Enchanteresse                                                                    | États-Unis                         | 1936             | Clarence Brown                                  |
|      | Lionel Barrymore                   | Andrew Jackson                                                        | réel                      | L'Étoile du destin                                                                 | États-Unis                         | 1952             | Vincent Sherman                                 |
|      | Norman Bartold                     | non nommé                                                             | fictif                    | Capricorn One                                                                      | États-Unis                         | 1978             | Peter Hyams                                     |
|      | Jim Beaver                         | Bob Singer                                                            | fictif                    | The Boys                                                                           | États-Unis                         | 2024             | Eric Kripke                                     |
|      | Glenn Beck                         | Abraham Lincoln                                                       | réel                      | Benjamin Gates et le Livre des secrets                                             | États-Unis                         | 2007             | Jon Turteltaub                                  |
|      | Ed Beheler                         | Jimmy Carter                                                          | réel                      | Hot Shots! 2                                                                       | États-Unis                         | 1993             | Jim Abrahams                                    |
|      | Michael Belson                     | non nommé                                                             | fictif                    | Des hommes d'influence                                                             | États-Unis                         | 1997             | Barry Levinson                                  |
|      | Richard Berry                      | Jacques Rohmerieu                                                     | fictif                    | Silences d’État                                                                    | France                             | 2013             | Frédéric Berthe                                 |
|      | Gerald Bestrom                     | Abraham Lincoln                                                       | réel                      | La Conspiration                                                                    | États-Unis                         | 2010             | Robert Redford                                  |
|      | Didier Bezace                      | Félix Faure                                                           | réel                      | La Maîtresse du président                                                          | France                             | 2009             | Jean-Pierre Sinapi                              |
|      | Bernard Blier                      | non nommé                                                             | fictif                    | Les Chinois à Paris                                                                | France                             | 1974             | Jean Yanne                                      |
|      | Hunt Block                         | Lewis                                                                 | fictif                    | Salt                                                                               | États-Unis                         | 2010             | Phillip Noyce                                   |
|      | Lloyd Bochner                      | Mark Hayden                                                           | fictif                    | La Maison-Blanche ne répond plus                                                   | États-Unis                         | 1998             | Mark Sobel                                      |
|      | Jacques Bonnaffé                   | Raymond Poincaré                                                      | réel                      | Clemenceau                                                                         | France                             | 2012             | Olivier Guignard                                |
|      | Timothy Bottoms                    | George W. Bush                                                        | réel                      | DC 9/11: Time of Crisis (en)                                                       | États-Unis                         | 2003             | Brian Trenchard-Smith                           |
|      | Michel Bouquet                     | François Mitterrand                                                   | réel                      | Le Promeneur du Champ-de-Mars                                                      | France                             | 2005             | Robert Guédiguian                               |
|      | John Bourgeois                     | Joseph K. Galbrain                                                    | fictif                    | XIII : La Conspiration                                                             | États-Unis                         | 2008             | Duane Clark                                     |
|      | Bruce Boxleitner                   | John Sheridan                                                         | fictif                    | Babylon 5                                                                          | Alliance interstellaire            | 1998             | Joe Michael Straczynski                         |
|      | Robert Boyd                        | Theodore Roosevelt                                                    | réel                      | Ragtime                                                                            | États-Unis                         | 1981             | Miloš Forman                                    |
|      | Patrick Braoudé                    | François Hollande                                                     | réel                      | La Dernière Campagne                                                               | France                             | 2013             | Bernard Stora                                   |
|      | Brion James                        | Neila                                                                 | fictif                    | Time Runner (en)                                                                   | Monde                              | 1993             | Michael Mazo (en)                               |
|      | Jeff Bridges                       | Jackson Evans                                                         | fictif                    | Manipulations                                                                      | États-Unis                         | 2000             | Rod Lurie                                       |
|      | Lloyd Bridges                      | Jefferson Davis                                                       | réel                      | Nord et Sud                                                                        | États confédérés                   | 1985-1994        | David L. Wolper (en)                            |
|      | Lloyd Bridges                      | Thomas Benson                                                         | fictif                    | Hot Shots! 2                                                                       | États-Unis                         | 1993             | Jim Abrahams                                    |
|      | Jacques Brunet                     | René Coty                                                             | réel                      | Je vous ai compris : De Gaulle, 1958-1962                                          | France                             | 2010             | Serge Moati                                     |
|      | Josh Brolin                        | George W. Bush                                                        | réel                      | W. : L'Improbable Président                                                        | États-Unis                         | 2008             | Oliver Stone                                    |
|      | Charles Edward Bull                | Abraham Lincoln                                                       | réel                      | Le Cheval de fer                                                                   | États-Unis                         | 1924             | John Ford                                       |
|      | Tom Butler                         | non nommé                                                             | fictif                    | Shooter, tireur d’élite                                                            | États-Unis                         | 2007             | Antoine Fuqua                                   |
|      | James Caan                         | non nommé                                                             | fictif                    | Max la Menace                                                                      | États-Unis                         | 2008             | Peter Segal                                     |
|      | Peter Capaldi                      | Président du Monde                                                    | fictif                    | La Nécrosphère / Mort au paradis / La Pyramide de la fin du monde                  | Angleterre                         | 2005             | Rachel Talalay, Peter Bennett                   |
|      | Mark Camacho                       | Richard Nixon                                                         | réel                      | X-Men: Days of Future Past                                                         | États-Unis                         | 2014             | Bryan Singer                                    |
|      | John Carradine                     | Abraham Lincoln                                                       | réel                      | Of Human Hearts                                                                    | États-Unis                         | 1938             | Clarence Brown                                  |
|      | Alfredo Castro                     | Gabriel González Videla                                               | réel                      | Neruda                                                                             | Chili                              | 2016             | Pablo Larraín                                   |
|      | Allan Cavan                        | Thomas Jefferson                                                      | réel                      | Old Louisiana                                                                      | États-Unis                         | 1937             | Irvin Willat                                    |
|      | Alain Cavalier                     | non nommé                                                             | réel                      | Pater                                                                              | non précisé                        | 2011             | Alain Cavalier                                  |
|      | Adrien Cayla-Legrand               | Charles de Gaulle                                                     | réel                      | Martin soldat                                                                      | France                             | 1966             | Michel Deville                                  |
|      | Adrien Cayla-Legrand               | Charles de Gaulle                                                     | réel                      | L'Armée des ombres                                                                 | France libre                       | 1969             | Jean-Pierre Melville                            |
|      | Adrien Cayla-Legrand               | Charles de Gaulle                                                     | réel                      | Chacal                                                                             | France                             | 1973             | Fred Zinnemann                                  |
|      | Adrien Cayla-Legrand               | Charles de Gaulle                                                     | réel                      | Le Bon et les Méchants                                                             | France                             | 1976             | Claude Lelouch                                  |
|      | Adrien Cayla-Legrand               | Charles de Gaulle                                                     | réel                      | La Carapate                                                                        | France                             | 1978             | Gérard Oury                                     |
|      | Gérard Chaillou                    | Armand Fallières                                                      | réel                      | Les Aventures extraordinaires d’Adèle Blanc-Sec                                    | France                             | 2010             | Luc Besson                                      |
|      | Patrick Chesnais                   | Charles de Gaulle                                                     | réel                      | Je vous ai compris : De Gaulle, 1958-1962                                          | France                             | 2010             | Serge Moati                                     |
|      | Laurent Claret                     | François Mitterrand                                                   | réel                      | Le pouvoir ne se partage pas                                                       | France                             | 2013             | Jérôme Korkikian                                |
|      | François Clavier                   | Valéry Giscard d'Estaing                                              | réel                      | Changer la vie                                                                     | France                             | 2011             | Serge Moati                                     |
|      | Stephen Coit                       | William McKinley                                                      | réel                      | Capitaines et Rois                                                                 | États-Unis                         | 1976             | Douglas Heyes et Allen Reisner                  |
|      | Ben Cole                           | Charles Lindbergh                                                     | fictif                    | The Plot Against America                                                           | États-Unis                         | 2020             | Ed Burns David Simon                            |
|      | Dabney Coleman                     | George Richmond                                                       | fictif                    | Rendez-vous à la Maison-Blanche                                                    | États-Unis                         | 1998             | Alex Zamm                                       |
|      | Michael Constantine                | Marius Guzman                                                         | fictif                    | Supercopter - saison 2 épisode 16 : Mission présidentielle (Prisoner of Yesterday) | Pays d'Amérique du Sud             | 1985-1986        | Donald Bellisario                               |
|      | Herbert Corthell                   | Adolphe Thiers                                                        | réel                      | La Vie de Louis Pasteur                                                            | France                             | 1935             | William Dieterle                                |
|      | Ronny Cox                          | Tom Kimball                                                           | fictif                    | Captain America                                                                    | États-Unis                         | 1990             | Albert Pyun                                     |
|      | Ronny Cox                          | Jack Neil                                                             | fictif                    | Meurtre à la Maison-Blanche                                                        | États-Unis                         | 1997             | Dwight H. Little                                |
|      | Peter Coyote                       | Sterling                                                              | fictif                    | Docteur Dolittle 4                                                                 | États-Unis                         | 2008             | Craig Shapiro                                   |
|      | Peter Coyote                       | David Segovia                                                         | fictif                    | FlashForward                                                                       | États-Unis                         | 2010             | Brannon Braga et David S. Goyer                 |
|      | Joseph Crehan                      | Ulysses S. Grant                                                      | réel                      | La Rivière d’argent                                                                | États-Unis                         | 1948             | Raoul Walsh                                     |
|      | Terry Crews                        | Dwayne Elizondo Mountain Dew Herbert Camacho                          | fictif                    | Idiocracy                                                                          | États-Unis                         | 2007             | Mike Judge                                      |
|      | James Cromwell                     | Robert Fowler                                                         | fictif                    | La Somme de toutes les peurs                                                       | États-Unis                         | 2002             | Phil Alden Robinson                             |
|      | Steven Culp                        | Edward Taylor                                                         | fictif                    | Opération chaos                                                                    | États-Unis                         | 2008             | Mike Rohl                                       |
|      | John Cusack                        | Richard Nixon                                                         | réel                      | Le Majordome                                                                       | États-Unis                         | 2013             | Lee Daniels                                     |
|      | Steve Darrell                      | Andrew Jackson                                                        | réel                      | Le Bagarreur du Kentucky                                                           | Etats-Unis                         | 1950             | George Waggner                                  |
|      | Paul Dahlke                        | Friedrich Ebert                                                       | réel                      | Stresemann                                                                         | Allemagne                          | 1957             | Alfred Braun                                    |
|      | Michael Dalton                     | Franklin D. Roosevelt                                                 | réel                      | Monuments Men                                                                      | États-Unis                         | 2014             | George Clooney                                  |
|      | Daniel Day-Lewis                   | Abraham Lincoln                                                       | réel                      | Lincoln                                                                            | États-Unis                         | 2012             | Steven Spielberg                                |
|      | Joaquim de Almeida                 | René Barrientos Ortuño                                                | réel                      | Che, 2e partie : Guerilla                                                          | Bolivie                            | 2008             | Steven Soderbergh                               |
|      | Lee De Broux                       | Theodore Roosevelt                                                    | réel                      | Capitaines et Rois                                                                 | États-Unis                         | 1976             | Douglas Heyes et Allen Reisner                  |
|      | Jean-François Deniau (non crédité) | non nommé                                                             | fictif                    | San-Antonio                                                                        | France                             | 2004             | Frédéric Auburtin                               |
|      | Philip Delancy                     | Jacques Mainard                                                       | fictif                    | La Chute de Londres                                                                | France                             | 2016             | Babak Najafi                                    |
|      | Alex Descas                        | Pascal Lissouba                                                       | réel                      | Les Prédateurs                                                                     | République du Congo                | 2007             | Lucas Belvaux                                   |
|      | William Devane                     | Henry Hayes                                                           | fictif                    | Stargate SG-1                                                                      | États-Unis                         | 2004             | Brad Wright                                     |
|      | William Devane                     | non nommé                                                             | fictif                    | The Dark Knight Rises                                                              | États-Unis                         | 2012             | Christopher Nolan                               |
|      | Brian Donlevy                      | Andrew Jackson                                                        | réel                      | André et les Fantômes                                                              | États-Unis                         | 1942             | Stuart Heisler                                  |
|      | Michael Douglas                    | Andrew Sheperd                                                        | fictif                    | Le Président et Miss Wade                                                          | États-Unis                         | 1995             | Rob Reiner                                      |
|      | Jo Doumerg                         | Alexandre Millerand                                                   | réel                      | Les Absences du président                                                          | France                             | 1994             | Gérard Guillaume                                |
|      | Alain Doutey                       | non nommé                                                             | fictif                    | Mais qui a retué Pamela Rose ?                                                     | France                             | 2012             | Kad Merad et Olivier Baroux                     |
|      | Alain Doutey                       | Félix Faure                                                           | réel                      | Mystère à l'Élysée                                                                 | France                             | 2018             | Renaud Bertrand                                 |
|      | Richard Dreyfuss                   | non nommé                                                             | fictif                    | Point limite                                                                       | États-Unis                         | 2000             | Stephen Frears                                  |
|      | Michel Duchaussoy                  | François Mitterrand                                                   | réel                      | L'Affaire Gordji : Histoire d'une cohabitation                                     | France                             | 2011             | Guillaume Nicloux                               |
|      | François Dunoyer                   | Pierre Desportes                                                      | fictif                    | Les Hommes de l’ombre                                                              | France                             | 2012             | Frédéric Tellier                                |
|      | Albert Dupontel                    | non nommé                                                             | fictif                    | Président                                                                          | France                             | 2006             | Lionel Delplanque                               |
|      | Charles Durning                    | David T. Stevens                                                      | fictif                    | L'Ultimatum des trois mercenaires                                                  | États-Unis                         | 1977             | Robert Aldrich                                  |
|      | Aaron Eckhart                      | Benjamin Asher                                                        | fictif                    | La Chute de la Maison-Blanche                                                      | États-Unis                         | 2013             | Antoine Fuqua                                   |
|      | Aaron Eckhart                      | Benjamin Asher                                                        | fictif                    | La Chute de Londres                                                                | États-Unis                         | 2016             | Babak Najafi                                    |
|      | Edward Ellis                       | Andrew Jackson                                                        | réel                      | Man of Conquest                                                                    | États-Unis                         | 1939             | George Nicholls Jr                              |
|      | Idris Elba                         | Nelson Mandela                                                        | réel                      | Mandela : Un long chemin vers la liberté                                           | Afrique du Sud                     | 2013             | Justin Chadwick                                 |
|      | Pascal Elbé                        | Pierre Vasseur                                                        | fictif                    | La Solitude du pouvoir                                                             | France                             | 2012             | Josée Dayan                                     |
|      | Pascal Elso                        | Paul Deschanel                                                        | réel                      | Clemenceau                                                                         | France                             | 2012             | Olivier Guignard                                |
|      | Carlos Estevez                     | Rathcock                                                              | fictif                    | Machete Kills                                                                      | États-Unis                         | 2013             | Robert Rodriguez                                |
|      | André Falcon                       | Adolphe Thiers                                                        | réel                      | À une voix près… ou la naissance de la IIIe République                             | France                             | 1980             | Alexandre Astruc                                |
|      | Bernard Farcy                      | Charles de Gaulle                                                     | réel                      | Le Grand Charles                                                                   | France                             | 2006             | Bernard Stora                                   |
|      | Ed Flanders                        | Harry S. Truman                                                       | réel                      | MacArthur, le général rebelle                                                      | États-Unis                         | 1977             | Joseph Sargent                                  |
|      | Henry Fonda                        | non nommé                                                             | fictif                    | Point limite                                                                       | États-Unis                         | 1964             | Sidney Lumet                                    |
|      | Francis Ford                       | Abraham Lincoln                                                       | réel                      | The Battle of Bull Run                                                             | États-Unis                         | 1913             | Francis Ford                                    |
|      | Francis Ford                       | Abraham Lincoln                                                       | fictif                    | From Rail-Splitter to President                                                    | États-Unis                         | 1913             | Francis Ford                                    |
|      | Francis Ford                       | Abraham Lincoln                                                       | réel                      | The Great Sacrifice                                                                | États-Unis                         | 1913             | Raymond B. West                                 |
|      | Francis Ford                       | Abraham Lincoln                                                       | réel                      | The Heart of Lincoln                                                               | États-Unis                         | 1915             | Francis Ford                                    |
|      | Francis Ford                       | Abraham Lincoln                                                       | réel                      | On Secret Service                                                                  | États-Unis                         | 1912             | Walter Edwards                                  |
|      | Francis Ford                       | Abraham Lincoln                                                       | réel                      | When Lincoln Paid                                                                  | États-Unis                         | 1913             | Francis Ford                                    |
|      | Francis Ford                       | Abraham Lincoln                                                       | réel                      | With Lee in Virginia                                                               | États-Unis                         | 1913             | William J. Bauman                               |
|      | Harrison Ford                      | James Marshall                                                        | fictif                    | Air Force One                                                                      | États-Unis                         | 1997             | Wolfgang Petersen                               |
|      | Jamie Foxx                         | James W. Sawyer                                                       | fictif                    | White House Down                                                                   | États-Unis                         | 2013             | Roland Emmerich                                 |
|      | Brendan Fraser                     | Abraham Lincoln                                                       | réel                      | Endiablé                                                                           | États-Unis                         | 2000             | Harold Ramis                                    |
|      | Morgan Freeman                     | Tom Beck                                                              | fictif                    | Deep Impact                                                                        | États-Unis                         | 1998             | Mimi Leder                                      |
|      | Morgan Freeman                     | Allan Trumbull                                                        | fictif                    | La Chute du Président                                                              | États-Unis                         | 2019             | Ric Roman Waugh                                 |
|      | Morgan Freeman                     | Nelson Mandela                                                        | réel                      | Invictus                                                                           | Afrique du Sud                     | 2009             | Clint Eastwood                                  |
|      | Thierry Frémont                    | Nicolas Sarkozy                                                       | réel                      | La Dernière Campagne                                                               | France                             | 2013             | Bernard Stora                                   |
|      | Andy García                        | Mikhaïl Saakachvili                                                   | réel                      | État de guerre                                                                     | Géorgie                            | 2010             | Renny Harlin                                    |
|      | James Garner                       | Matt Douglas                                                          | fictif                    | Président ? Vous avez dit président ?                                              | États-Unis                         | 1996             | Peter Segal                                     |
|      | Paul Giamatti                      | John Adams                                                            | réel                      | John Adams                                                                         | États-Unis                         | 2008             | Tom Hooper                                      |
|      | Michael Gill                       | Garrett Walker                                                        | fictif                    | House of Cards                                                                     | États-Unis                         | 2013             | Beau Willimon                                   |
|      | Hippolyte Girardot                 | Valéry Giscard d'Estaing                                              | réel                      | La Rupture                                                                         | France                             | 2013             | Laurent Heynemann                               |
|      | Danny Glover                       | Thomas Wilson                                                         | fictif                    | 2012                                                                               | États-Unis                         | 2009             | Roland Emmerich                                 |
|      | Tony Goldwyn                       | Fitzgerald Grant                                                      | fictif                    | Scandal                                                                            | États-Unis                         | 2012-2014        | Shonda Rhimes                                   |
|      | Alain Goualem                      | Président Duncan                                                      | fictif                    | Tempête solaire : Au péril de la Terre                                             | États-Unis                         | 2013             | Kevin Fair                                      |
|      | Kelsey Grammer                     | Andrew Boone                                                          | fictif                    | Swing Vote : La Voix du cœur                                                       | États-Unis                         | 2008             | Joshua Michael Stern                            |
|      | Austin Green                       | Abraham Lincoln                                                       | réel                      | L'Histoire de l'humanité                                                           | États-Unis                         | 1957             | Irwin Allen                                     |
|      | Reginald Green                     | Ronald Reagan                                                         | réel                      | La Dame de fer                                                                     | États-Unis                         | 2011             | Phyllida Lloyd                                  |
|      | Bruce Greenwood                    | John F. Kennedy                                                       | réel                      | Treize jours                                                                       | États-Unis                         | 2000             | Roger Donaldson                                 |
|      | Bruce Greenwood                    | non nommé                                                             | fictif                    | Benjamin Gates et le Livre des secrets                                             | États-Unis                         | 2007             | Jon Turteltaub                                  |
|      | Bruce Greenwood                    | non nommé                                                             | fictif                    | Kingsman : Le Cercle d'or                                                          | États-Unis                         | 2017             | Matthew Vaughn                                  |
|      | Paul Guers                         | Paul Deschanel                                                        | réel                      | Les Absences du président                                                          | France                             | 1994             | Gérard Guillaume                                |
|      | Xavier de Guillebon                | Valéry Giscard d'Estaing                                              | réel                      | Mort d'un président                                                                | France                             | 2011             | Pierre Aknine                                   |
|      | Bob Gunton                         | Richard Nixon                                                         | réel                      | Elvis Meets Nixon (en)                                                             | États-Unis                         | 1997             | Allan Arkush                                    |
|      | Gene Hackman                       | Richmond                                                              | fictif                    | Les Pleins Pouvoirs                                                                | États-Unis                         | 1997             | Clint Eastwood                                  |
|      | Mario Hacquard                     | François Mitterrand                                                   | réel                      | La Rupture                                                                         | France                             | 2013             | Laurent Heynemann                               |
|      | Jerry Haleva                       | Saddam Hussein                                                        | réel                      | Hot Shots!                                                                         | Irak                               | 1991             | Jim Abrahams                                    |
|      | Jerry Haleva                       | Saddam Hussein                                                        | réel                      | Hot Shots! 2                                                                       | Irak                               | 1993             | Jim Abrahams                                    |
|      | Philip Baker Hall                  | Richard Nixon                                                         | réel                      | Secret Honor                                                                       | États-Unis                         | 1984             | Robert Altman                                   |
|      | Gregory Harrison                   | Jonathan Hayes                                                        | fictif                    | La Plus Haute Cible                                                                | États-Unis                         | 2002             | Armand Mastroianni                              |
|      | Dennis Haysbert                    | David Palmer                                                          | fictif                    | 24 heures chrono                                                                   | États-Unis                         | 2002-2003        | Joel Surnow et Robert Cochran                   |
|      | Dennis Haysbert                    | Nelson Mandela                                                        | réel                      | Goodbye Bafana                                                                     | Afrique du Sud                     | 2007             | Bille August                                    |
|      | Dan Hedaya                         | Richard Nixon                                                         | réel                      | Dick : Les Coulisses de la présidence                                              | États-Unis                         | 1999             | Andrew Fleming                                  |
|      | Joseph Henabery                    | Abraham Lincoln                                                       | réel                      | Naissance d’une nation                                                             | États-Unis                         | 1915             | D. W. Griffith                                  |
|      | Lance Henriksen                    | Abraham Lincoln                                                       | réel                      | The Day Lincoln Was Shot (en)                                                      | États-Unis                         | 1988             | Jon Gray                                        |
|      | Edward Hermann                     | Franklin D. Roosevelt                                                 | réel                      | Annie                                                                              | États-Unis                         | 1982             | John Huston                                     |
|      | Scott Herriot                      | Bill Clinton                                                          | réel                      | Y a-t-il un flic pour sauver Hollywood ?                                           | États-Unis                         | 1994             | Peter Segal                                     |
|      | Charlton Heston                    | Andrew Jackson                                                        | réel                      | Le Général invincible                                                              | États-Unis                         | 1953             | Henry Levin                                     |
|      | Charlton Heston                    | Andrew Jackson                                                        | réel                      | The Buccaneer                                                                      | États-Unis                         | 1958             | Anthony Quinn                                   |
|      | Hal Holbrook                       | Abraham Lincoln                                                       | réel                      | Lincoln                                                                            | États-Unis                         | 1974-1976        | George Schaefer                                 |
|      | Hal Holbrook                       | Adam Scott                                                            | fictif                    | L'Enlèvement du président                                                          | États-Unis                         | 1980             | George Mendeluk                                 |
|      | Hal Holbrook                       | Abraham Lincoln                                                       | réel                      | Nord et Sud                                                                        | États-Unis                         | 1985-1986        | David L. Wolper (en)                            |
|      | Hal Holbrook                       | Maxwell Monroe                                                        | fictif                    | État de crise                                                                      | États-Unis                         | 1986             | Roger Young                                     |
|      | Tom Hollander                      | Maximilian II                                                         | fictif                    | Coups d’État                                                                       | non précisé                        | 2006             | Robert Edwards                                  |
|      | Anthony Hopkins                    | Richard Nixon                                                         | réel                      | Nixon                                                                              | États-Unis                         | 1995             | Oliver Stone                                    |
|      | Anthony Hopkins                    | John Quincy Adams                                                     | réel                      | Amistad                                                                            | États-Unis                         | 1997             | Steven Spielberg                                |
|      | Ernie Hudson                       | Westwood                                                              | fictif                    | Mercenaires                                                                        | États-Unis                         | 1999             | Jim Wynorski                                    |
|      | Peter Hudson                       | Warnock                                                               | fictif                    | Lock Out                                                                           | États-Unis                         | 2012             | James Mather et Stephen St. Leger               |
|      | Rock Hudson                        | Thomas McKenna                                                        | fictif                    | La Troisième Guerre mondiale                                                       | États-Unis                         | 1982             | David Greene et Boris Sagal                     |
|      | William Hurt                       | Henry Ashton                                                          | fictif                    | Angles d'attaque                                                                   | États-Unis                         | 2008             | Pete Travis                                     |
|      | Walter Huston                      | Abraham Lincoln                                                       | réel                      | Abraham Lincoln                                                                    | États-Unis                         | 1930             | D. W. Griffith                                  |
|      | Walter Huston                      | Judson Hammond                                                        | fictif                    | Gabriel au-dessus de la Maison-Blanche                                             | États-Unis                         | 1933             | Gregory La Cava                                 |
|      | Gregory Itzin                      | Charles Logan                                                         | fictif                    | 24 heures chrono                                                                   | États-Unis                         | 2005-2006        | Joel Surnow et Robert Cochran                   |
|      | Maurice Jacquemont                 | Vincent Auriol                                                        | réel                      | 1947 : La Première crise de la IVe République                                      | France                             | 1980             | Jean-Claude Lubtchansky                         |
|      | Yves Jacques                       | George Bush                                                           | réel                      | Changer la vie                                                                     | États-Unis                         | 2011             | Serge Moati                                     |
|      | Alain Janey                        | Sadi Carnot                                                           | réel                      | La Vie de Pierre de Coubertin                                                      | France                             | 1980             | Pierre Cardinal                                 |
|      | Richard Jenkins                    | Eli Raphelson                                                         | fictif                    | White House Down                                                                   | États-Unis                         | 2013             | Roland Emmerich                                 |
|      | James Earl Jones                   | Douglass Dilman                                                       | fictif                    | The Man                                                                            | États-Unis                         | 1972             | Joseph Sargent                                  |
|      | Erwin Kalser                       | Raymond Poincaré                                                      | réel                      | Stresemann                                                                         | France                             | 1957             | Alfred Braun                                    |
|      | Brian Keith                        | Theodore Roosevelt                                                    | réel                      | Le Lion et le Vent                                                                 | États-Unis                         | 1975             | John Milius                                     |
|      | Ian Kelly                          | Woodrow Wilson                                                        | réel                      | The King's Man : Première Mission                                                  | Etats-Unis                         | 2021             | Matthew Vaughn                                  |
|      | David Patrick Kelly                | Harry S. Truman                                                       | réel                      | Mémoires de nos pères                                                              | États-Unis                         | 2006             | Clint Eastwood                                  |
|      | James F. Kelly                     | John F. Kennedy                                                       | réel                      | Sinatra                                                                            | États-Unis                         | 1992             | James Steven Sadwith                            |
|      | Leslie Kimmel                      | Abraham Lincoln                                                       | réel                      | Le Grand Attentat                                                                  | États-Unis                         | 1951             | Anthony Mann                                    |
|      | Perry King                         | Blake                                                                 | fictif                    | Le Jour d’après                                                                    | États-Unis                         | 2004             | Roland Emmerich                                 |
|      | Ben Kingsley                       | Gary Nance                                                            | fictif                    | Président d'un jour                                                                | États-Unis                         | 1993             | Ivan Reitman                                    |
|      | Greg Kinnear                       | John F. Kennedy                                                       | réel                      | Les Kennedy                                                                        | États-Unis                         | 2011             | Jon Cassar                                      |
|      | Kevin Kline                        | William Mitchell Dave Kovic                                           | fictif                    | Président d'un jour                                                                | États-Unis                         | 1993             | Ivan Reitman                                    |
|      | Kevin Kline                        | Ulysses S. Grant                                                      | réel                      | Wild Wild West                                                                     | États-Unis                         | 1999             | Barry Sonnenfeld                                |
|      | Alexander Knox                     | Woodrow Wilson                                                        | réel                      | Le Président Wilson                                                                | États-Unis                         | 1944             | Henry King                                      |
|      | Olek Krupa                         | Matveyev                                                              | fictif                    | Salt                                                                               | Russie                             | 2010             | Phillip Noyce                                   |
|      | Samuel Labarthe                    | Charles de Gaulle                                                     | réel                      | De Gaulle, l'éclat et le secret                                                    | France                             | 2020             | François Velle                                  |
|      | Frank Langella                     | Richard Nixon                                                         | réel                      | Frost/Nixon, l'heure de vérité                                                     | États-Unis                         | 2008             | Ron Howard                                      |
|      | Philippe Laudenbach                | François Mitterrand                                                   | réel                      | Les Prédateurs                                                                     | France                             | 2007             | Lucas Belvaux                                   |
|      | Bernard Le Coq                     | Jacques Chirac                                                        | réel                      | La Conquête                                                                        | France                             | 2011             | Xavier Durringer                                |
|      | Bernard Le Coq                     | Jacques Chirac                                                        | réel                      | La Dernière Campagne                                                               | France                             | 2013             | Bernard Stora                                   |
|      | Duke R. Lee                        | George Washington                                                     | réel                      | In the Days of Daniel Boone                                                        | États-Unis                         | 1923             | William J. Craft                                |
|      | Jack Lemmon                        | Russell P. Kramer                                                     | fictif                    | ? Vous avez dit ?                                                                  | États-Unis                         | 1996             | Peter Segal                                     |
|      | Thierry Lhermitte                  | Chastain                                                              | fictif                    | Comme tout le monde                                                                | France                             | 2006             | Pierre-Paul Renders                             |
|      | Tommy Lister                       | Lindberg                                                              | fictif                    | Le Cinquième Élément                                                               | Monde                              | 1997             | Luc Besson                                      |
|      | Matt Long                          | Jack McCallister                                                      | fictif                    | Jack et Bobby                                                                      | États-Unis                         | 2004-2005        | Greg Berlanti , Steven A. Cohen et Brad Meltzer |
|      | Michael Lonsdale                   | non nommé                                                             | fictif                    | Les Œufs brouillés                                                                 | France                             | 1976             | Joël Santoni                                    |
|      | Rob Lowe                           | John F. Kennedy                                                       | réel                      | Killing Kennedy                                                                    | États-Unis                         | 2013             | Nelson McCormick                                |
|      | John Carroll Lynch                 | Lyndon B. Johnson                                                     | réel                      | Jackie                                                                             | États-Unis                         | 2016             | Pablo Larraín                                   |
|      | Alain MacMoy                       | Albert Lebrun                                                         | réel                      | Thérèse et Léon                                                                    | France                             | 2001             | Claude Goretta                                  |
|      | William H. Macy                    | non nommé                                                             | fictif                    | The Unit : Commando d'élite                                                        | États-Unis                         | 2007             | Karen Gaviola (en)                              |
|      | Philippe Magnan                    | François Mitterrand                                                   | réel                      | L'Affaire Farewell                                                                 | France                             | 2009             | Christian Carion                                |
|      | Philippe Magnan                    | non nommé                                                             | fictif                    | Une affaire d'État                                                                 | France                             | 2009             | Éric Valette                                    |
|      | Philippe Magnan                    | François Mitterrand                                                   | réel                      | Changer la vie                                                                     | France                             | 2011             | Serge Moati                                     |
|      | Philippe Manesse                   | Georges Pompidou                                                      | réel                      | La Rupture                                                                         | France                             | 2013             | Laurent Heynemann                               |
|      | Fredric March                      | Jordan Lyman                                                          | fictif                    | Sept jours en mai                                                                  | États-Unis                         | 1964             | John Frankenheimer                              |
|      | André Marcon                       | François Mitterrand                                                   | réel                      | Sanctuaire                                                                         | France                             | 2014             | Olivier Masset-Depasse                          |
|      | Nicolas Marié                      | Alain Marjorie                                                        | fictif                    | Les Hommes de l’ombre                                                              | France                             | 2014             | Jean-Marc Brondolo                              |
|      | James Marsden                      | John F. Kennedy                                                       | réel                      | Le Majordome                                                                       | États-Unis                         | 2013             | Lee Daniels                                     |
|      | E. G. Marshall                     | non nommé                                                             | fictif                    | Superman 2                                                                         | États-Unis                         | 1980             | Richard Lester                                  |
|      | Raymond Massey                     | Abraham Lincoln                                                       | réel                      | Abraham Lincoln                                                                    | États-Unis                         | 1940             | John Cromwell                                   |
|      | Raymond Massey                     | Abraham Lincoln                                                       | réel                      | La Conquête de l’Ouest                                                             | États-Unis                         | 1962             | John Ford                                       |
|      | Richard Matheson                   | James A. Garfield                                                     | réel                      | Capitaines et Rois                                                                 | États-Unis                         | 1976             | Douglas Heyes et Allen Reisner                  |
|      | Frank Mayo                         | Sadi Carnot                                                           | réel                      | La Vie de Louis Pasteur                                                            | France                             | 1935             | William Dieterle                                |
|      | Sandy McCallum                     | M. Président                                                          | fictif                    | La Course à la mort de l’an 2000                                                   | Monde                              | 1975             | Paul Bartel                                     |
|      | Pat McCormick                      | Grover Cleveland                                                      | réel                      | Buffalo Bill et les Indiens                                                        | États-Unis                         | 1976             | Robert Altman                                   |
|      | Christopher McDonald               | non nommé                                                             | fictif                    | Spy Kids 2                                                                         | États-Unis                         | 2002             | Robert Rodriguez                                |
|      | Frank McGlynn Sr.                  | Abraham Lincoln                                                       | réel                      | Je n’ai pas tué Lincoln                                                            | États-Unis                         | 1936             | John Ford                                       |
|      | Sean McGraw                        | Lyndon B. Johnson                                                     | réel                      | Parkland                                                                           | États-Unis                         | 2013             | Peter Landesman                                 |
|      | Gary McGurk                        | Morgan Clark                                                          | fictif                    | Babylon 5                                                                          | Alliance terrienne                 | 1994-1997        | Joe Michael Straczynski                         |
|      | Lars Mikkelsen                     | Viktor Petrov                                                         | fictif                    | House of Cards                                                                     | Russie                             | 2015-2018        | Beau Willimon                                   |
|      | Stuart Milligan                    | non mentionné                                                         | fictif                    | Wonder Woman 1984                                                                  | États-Unis                         | 2020             | Patty Jenkins                                   |
|      | Donald Moffat                      | Bennett                                                               | fictif                    | Danger immédiat                                                                    | États-Unis                         | 1994             | Phillip Noyce                                   |
|      | Jean-Michel Molé                   | Vincent Auriol                                                        | réel                      | Le Grand Charles                                                                   | France                             | 2006             | Bernard Stora                                   |
|      | Barry Morse                        | Johnny Cyclops                                                        | fictif                    | Whoops Apocalypse (en)                                                             | États-Unis                         | 1982             | John Reardon (en)                               |
|      | Terry David Mulligan               | non nommé                                                             | fictif                    | Nick Fury: Agent of SHIELD                                                         | États-Unis                         | 1998             | Rod Hardy                                       |
|      | Michael Murphy                     | Alvin Hammond                                                         | fictif                    | White House Down                                                                   | États-Unis                         | 2013             | Roland Emmerich                                 |
|      | Bill Murray                        | Franklin D. Roosevelt                                                 | réel                      | Week-end royal                                                                     | États-Unis                         | 2012             | Roger Michell                                   |
|      | Thomas Ngijol                      | Thibault « Bobo » Babimbi                                             | fictif                    | Le Crocodile du Botswanga                                                          | France                             | 2014             | Lionel Steketee Fabrice Éboué                   |
|      | Jack Nicholson                     | Dale                                                                  | fictif                    | Mars Attacks!                                                                      | États-Unis                         | 1996             | Tim Burton                                      |
|      | Leslie Nielsen                     | Harris                                                                | fictif                    | Scary Movie 3                                                                      | États-Unis                         | 2003             | David Zucker                                    |
|      | Pascal Nzonzi                      | Omar Bongo                                                            | réel                      | Les Prédateurs                                                                     | Gabon                              | 2007             | Lucas Belvaux                                   |
|      | Dan O'Herlihy                      | Franklin D. Roosevelt                                                 | réel                      | MacArthur, le général rebelle                                                      | États-Unis                         | 1977             | Joseph Sargent                                  |
|      | Jean d'Ormesson                    | François Mitterrand                                                   | réel                      | Les Saveurs du palais                                                              | France                             | 2012             | Christian Vincent                               |
|      | Gregory Peck                       | Abraham Lincoln                                                       | réel                      | Les Bleu et les gris                                                               | États-Unis                         | 1982             | Andrew V. McLaglen                              |
|      | André Penvern                      | Charles de Gaulle                                                     | réel                      | Grace de Monaco                                                                    | France                             | 2014             | Olivier Dahan                                   |
|      | William Petersen                   | John F. Kennedy                                                       | réel                      | Les Rois de Las Vegas                                                              | États-Unis                         | 1998             | Rob Cohen                                       |
|      | Geoff Pierson                      | Cornelius Moss                                                        | fictif                    | Designated Survivor                                                                | États-Unis                         | 2016-2017        | David Guggenheim                                |
|      | Robert Pine                        | Stevenson                                                             | fictif                    | Veep                                                                               | Géorgie                            | 2017             | Armando Iannucci                                |
|      | Caspar Phillipson                  | John F. Kennedy                                                       | réel                      | Jackie                                                                             | États-Unis                         | 2016             | Pablo Larraín                                   |
|      | Donald Pleasence                   | non nommé                                                             | fictif                    | New York 1997                                                                      | États-Unis                         | 1981             | John Carpenter                                  |
|      | Jonathan Pryce                     | non nommé                                                             | fictif                    | G.I. Joe : Le Réveil du Cobra                                                      | États-Unis                         | 2009             | Stephen Sommers                                 |
|      | Jonathan Pryce                     | non nommé                                                             | fictif                    | G.I. Joe : Conspiration                                                            | États-Unis                         | 2013             | Jon Chu                                         |
|      | Bill Pullman                       | Thomas J. Whitmore                                                    | fictif                    | Independence Day                                                                   | États-Unis                         | 1996             | Roland Emmerich                                 |
|      | Dennis Quaid                       | Staton                                                                | fictif                    | American Dreamz                                                                    | États-Unis                         | 2006             | Paul Weitz                                      |
|      | Dennis Quaid                       | Bill Clinton                                                          | réel                      | The Special Relationship                                                           | États-Unis                         | 2010             | Richard Loncraine                               |
|      | Aidan Quinn                        | Ulysses S. Grant                                                      | réel                      | Jonah Hex                                                                          | États-Unis                         | 2010             | Jimmy Hayward                                   |
|      | Ford Rainey                        | Abraham Lincoln                                                       | réel                      | Capitaines et Rois                                                                 | États-Unis                         | 1976             | Douglas Heyes et Allen Reisner                  |
|      | David Rasche                       | Ballentine                                                            | fictif                    | The Sentinel                                                                       | États-Unis                         | 2006             | Clark Johnson                                   |
|      | Aurélien Recoing                   | Nuissbaum                                                             | fictif                    | Ça ne peut pas continuer comme ça                                                  | France                             | 2013             | Dominique Cabrera                               |
|      | Alan Rickman                       | Ronald Reagan                                                         | réel                      | Le Majordome                                                                       | États-Unis                         | 2013             | Lee Daniels                                     |
|      | Marc Rioufol                       | Jacques Chirac                                                        | réel                      | The Special Relationship                                                           | France                             | 2010             | Richard Loncraine                               |
|      | John Roarke                        | George Bush                                                           | réel                      | Y a-t-il un flic pour sauver le président ?                                        | États-Unis                         | 1991             | David Zucker                                    |
|      | Jason Robards                      | Abraham Lincoln                                                       | réel                      | Abe Lincoln in Illinois                                                            | États-Unis                         | 1964             | George Schaefer                                 |
|      | Jason Robards                      | Abraham Lincoln                                                       | réel                      | The Perfect Tribute                                                                | États-Unis                         | 1991             | Jack Bender                                     |
|      | Jason Robards                      | Ulysses S. Grant                                                      | réel                      | Le Justicier solitaire                                                             | États-Unis                         | 1981             | William A. Fraker                               |
|      | Eric Roberts                       | Robert Woodruff                                                       | fictif                    | Un chien à la Maison-Blanche                                                       | États-Unis                         | 2010             | Bryan Michael Stoller                           |
|      | Cliff Robertson                    | non nommé                                                             | fictif                    | Los Angeles 2013                                                                   | États-Unis                         | 1996             | John Carpenter                                  |
|      | Tim Robbins                        | Bill Clinton                                                          | réel                      | Austin Powers 2 : L’Espion qui m’a tirée                                           | États-Unis                         | 1999             | Jay Roach                                       |
|      | Chris Rock                         | Mays Gilliam                                                          | fictif                    | Head of state                                                                      | États-Unis                         | 2003             | Chris Rock                                      |
|      | Christian Rodska                   | Harry S. Truman                                                       | réel                      | Monuments Men                                                                      | États-Unis                         | 2014             | George Clooney                                  |
|      | Charles R. Rooney                  | Lyndon B. Johnson                                                     | réel                      | Get on Up                                                                          | États-Unis                         | 2014             | Tate Taylor                                     |
|      | John Rothman                       | Jefferson Davis                                                       | réel                      | Abraham Lincoln, chasseur de vampires                                              | États confédérés                   | 2012             | Timour Bekmambetov                              |
|      | Jean-Paul Rouve                    | Jeff Tuche                                                            | fictif                    | Les Tuche 3 : Liberté, Égalité, FraterniTuche                                      | France                             | 2018             | Olivier Baroux                                  |
|      | Basil Ruysdael                     | Andrew Jackson                                                        | réel                      | Davy Crockett, roi des trappeurs                                                   | États-Unis                         | 1955             | Norman Foster                                   |
|      | William Sadler                     | Matthew Ellis                                                         | fictif                    | Iron Man 3                                                                         | États-Unis                         | 2013             | Shane Black                                     |
|      | Pierre Saintons                    | N’Jala                                                                | fictif                    | Le Professionnel                                                                   | Malagawi (pays fictif)             | 1981             | Georges Lautner                                 |
|      | Christophe Salengro                | Salengro                                                              | fictif                    | Groland                                                                            | Groland                            | 1993-2017        | Benoît Delépine et Jules-Édouard Moustic        |
|      | Bakary Sangaré                     | Weah                                                                  | fictif                    | Ça ne peut pas continuer comme ça                                                  | ?                                  | 2013             | Dominique Cabrera                               |
|      | Jack Scalia                        | Howard                                                                | fictif                    | Complot à la Maison-Blanche                                                        | États-Unis                         | 2006             | Andy Cheng                                      |
|      | Roy Scheider                       | Carlson                                                               | fictif                    | Pleins feux sur le président                                                       | États-Unis                         | 1997             | Joseph Mehri                                    |
|      | Liev Schreiber                     | Lyndon B. Johnson                                                     | réel                      | Le Majordome                                                                       | États-Unis                         | 2013             | Lee Daniels                                     |
|      | Barbet Schroeder                   | Maurice X.                                                            | fictif                    | Mars Attacks!                                                                      | France                             | 1996             | Tim Burton                                      |
|      | Peter Sellers                      | Merkin Muffley                                                        | fictif                    | Docteur Folamour                                                                   | États-Unis                         | 1964             | Stanley Kubrick                                 |
|      | Henri Serre                        | Charles de Gaulle                                                     | réel                      | Moi, général de Gaulle                                                             | France                             | 1990             | Denys Granier-Deferre                           |
|      | Martin Sheen                       | Josiah Bartlet                                                        | fictif                    | À la Maison-Blanche                                                                | États-Unis                         | 1999-2006        | Aaron Sorkin                                    |
|      | Christopher Shyer                  | Richard Nixon                                                         | réel                      | J. Edgar                                                                           | États-Unis                         | 2011             | Clint Eastwood                                  |
|      | Cotter Smith                       | McKenna                                                               | fictif                    | X-Men 2                                                                            | États-Unis                         | 2003             | Bryan Singer                                    |
|      | Jimmy Smits                        | Matthew Santos                                                        | fictif                    | À la Maison-Blanche                                                                | États-Unis                         | 1999-2006        | Aaron Sorkin                                    |
|      | Josef Sommer                       | non nommé                                                             | fictif                    | X-Men : L'Affrontement final                                                       | États-Unis                         | 2006             | Brett Ratner                                    |
|      | Hugh Sothern                       | Andrew Jackson                                                        | réel                      | Les Flibustiers                                                                    | États-Unis                         | 1938             | Cecil B. DeMille                                |
|      | Kevin Spacey                       | Francis Underwood                                                     | fictif                    | House of Cards                                                                     | États-Unis                         | 2014             | Beau Willimon                                   |
|      | Kevin Spacey                       | Richard Nixon                                                         | réel                      | Elvis and Nixon                                                                    | États-Unis                         | 2016             | Liza Johnson                                    |
|      | Brett Stimely                      | John F. Kennedy                                                       | réel                      | Watchmen                                                                           | États-Unis                         | 2009             | Zack Snyder                                     |
|      | Brett Stimely                      | John F. Kennedy                                                       | réel                      | Parkland                                                                           | États-Unis                         | 2013             | Peter Landesman                                 |
|      | Peter Strauss                      | James Sanford                                                         | fictif                    | xXx²: The Next Level                                                               | États-Unis                         | 2005             | Lee Tamahori                                    |
|      | Donald Sutherland                  | Coriolanus Snow                                                       | fictif                    | Hunger Games                                                                       | Panem                              | 2012             | Gary Ross                                       |
|      | Kiefer Sutherland                  | Tom Kirkman                                                           | fictif                    | Designated Survivor                                                                | États-Unis                         | 2016-2017        | David Guggenheim                                |
|      | Faran Tahir                        | Patel                                                                 | fictif                    | Elysium                                                                            | Monde                              | 2013             | Neill Blomkamp                                  |
|      | Billy Bob Thornton                 | non nommé                                                             | fictif                    | Love Actually                                                                      | États-Unis                         | 2003             | Richard Curtis                                  |
|      | Franchot Tone                      | non nommé                                                             | fictif                    | Tempête à Washington                                                               | États-Unis                         | 1962             | Otto Preminger                                  |
|      | Philippe Torreton                  | non nommé                                                             | fictif                    | Banlieue 13 : Ultimatum                                                            | France                             | 2009             | Patrick Alessandrin                             |
|      | Fred Travalena                     | Jimmy Carter                                                          | réel                      | An American Carol                                                                  | États-Unis                         | 2008             | David Zucker                                    |
|      | John Travolta                      | Jack Stanton                                                          | fictif                    | Primary Colors                                                                     | États-Unis                         | 1998             | Mike Nichols                                    |
|      | Jean-Louis Trintignant             | non nommé                                                             | fictif                    | Le Bon Plaisir                                                                     | France                             | 1983             | Francis Girod                                   |
|      | Marcelo Tubert                     | non nommé                                                             | fictif                    | G.I. Joe : Conspiration                                                            | France                             | 2013             | Jon Chu                                         |
|      | Blair Underwood                    | Elias Martinez                                                        | fictif                    | The Event                                                                          | États-Unis                         | 2010-2011        | Nick Wauters                                    |
|      | Robert Urich                       | Adam Mayfield                                                         | fictif                    | L'Homme du président 2 : mission spéciale                                          | États-Unis                         | 2002             | Eric Norris (en)                                |
|      | Pierre Vernier                     | Charles de Gaulle                                                     | réel                      | Adieu de Gaulle, adieu                                                             | France                             | 2009             | Laurent Herbiet                                 |
|      | Jon Voight                         | Franklin D. Roosevelt                                                 | réel                      | Pearl Harbor                                                                       | États-Unis                         | 2001             | Michael Bay                                     |
|      | Jon Voight                         | George Washington                                                     | réel                      | An American Carol                                                                  | États-Unis                         | 2008             | David Zucker                                    |
|      | Robert Wagner                      | James A. Garfield                                                     | réel                      | Netherbeast Incorporated (en)                                                      | États-Unis                         | 2007             | Dean Ronalds                                    |
|      | Ralph Waite                        | Mathews                                                               | fictif                    | L'Homme du président                                                               | États-Unis                         | 2000             | Eric Norris (en) et Michael Preece              |
|      | Benjamin Walker                    | Abraham Lincoln                                                       | réel                      | Abraham Lincoln, chasseur de vampires                                              | États-Unis                         | 2012             | Timour Bekmambetov                              |
|      | Fred Ward                          | Ronald Reagan                                                         | réel                      | L'Affaire Farewell                                                                 | États-Unis                         | 2009             | Christian Carion                                |
|      | Jack Warden                        | non nommé                                                             | fictif                    | Bienvenue, mister Chance                                                           | États-Unis                         | 1979             | Hal Ashby                                       |
|      | Sam Waterston                      | Abraham Lincoln                                                       | fictif                    | Lincoln (téléfilm, 1988) (en)                                                      | États-Unis                         | 1988             | Lamont Johnson                                  |
|      | Jacques Weber                      | non nommé                                                             | fictif                    | Fais-moi plaisir !                                                                 | France                             | 2009             | Emmanuel Mouret                                 |
|      | Forest Whitaker                    | Idi Amin Dada                                                         | réel                      | Le Dernier Roi d’Écosse                                                            | Ouganda                            | 2006             | Kevin Macdonald                                 |
|      | Tom Wilkinson                      | Lyndon B. Johnson                                                     | réel                      | Selma                                                                              | États-Unis                         | 2014             | Ava DuVernay                                    |
|      | Robin Williams                     | Theodore Roosevelt                                                    | réel                      | La Nuit au musée                                                                   | États-Unis                         | 2006             | Shawn Levy                                      |
|      | Robin Williams                     | Tom Dobbs                                                             | fictif                    | Man of the Year                                                                    | États-Unis                         | 2006             | Barry Levinson                                  |
|      | Robin Williams                     | Dwight Eisenhower                                                     | réel                      | Le Majordome                                                                       | États-Unis                         | 2013             | Lee Daniels                                     |
|      | Luke Wilson                        | Joe Bauers                                                            | fictif                    | Idiocracy                                                                          | États-Unis                         | 2007             | Mike Judge                                      |
|      | Frank Windsor (en)                 | George Washington                                                     | réel                      | Revolution                                                                         | États-Unis                         | 1985             | Hugh Hudson                                     |
|      | Robert Wisden                      | Richard Nixon                                                         | réel                      | Watchmen                                                                           | États-Unis                         | 2009             | Zack Snyder                                     |
|      | Stéphan Wojtowicz                  | non nommé                                                             | fictif                    | L’ Exercice de l'État                                                              | France                             | 2011             | Pierre Schoeller                                |
|      | Mario Hacquard                     | François Mitterrand                                                   | réel                      | Oussekine (série)                                                                  | France                             | 2021             | Antoine Chevrollier                             |
|      | D. B. Woodside                     | Wayne Palmer                                                          | fictif                    | 24 heures chrono                                                                   | États-Unis                         | 2007             | Joel Surnow et Robert Cochran                   |
|      | Alan Woolf                         | Petrov                                                                | fictif                    | Air Force One                                                                      | Russie                             | 1997             | Wolfgang Petersen                               |
|      | Ashley Zukerman                    | Peter MacLeish                                                        | fictif                    | Designated Survivor                                                                | États-Unis (intérim)               | 2016-2017        | David Guggenheim                                |
|      | Volodymyr Zelensky                 | Vassili Holoborodko                                                   | fictif                    | Serviteur du peuple                                                                | Ukraine                            | 2015-2019        | Volodymyr Zelensky                              |

## Liste d’actrices ayant incarné une présidente
| Type | Actrices                | Rôle                                    | Personnage réel ou fictif | Titre de l'œuvre                                  | Pays de la présidence                           | Année de l'œuvre | Réalisation Création                      |
| ---- | ----------------------- | --------------------------------------- | ------------------------- | ------------------------------------------------- | ----------------------------------------------- | ---------------- | ----------------------------------------- |
|      | Anémone                 | Générale Bubunne XVI                    | fictif                    | Jacky au royaume des filles                       | République démocratique et populaire de Bubunne | 2014             | Riad Sattouf                              |
|      | Christina Applegate     | Diane Steen                             | fictif                    | Le Prince de Sicile                               | États-Unis                                      | 1998             | Jim Abrahams                              |
|      | Jodi Balfour            | Ellen Wilson                            | fictif                    | For All Mankind                                   | États-Unis                                      | 2019             | Ronald D. Moore                           |
|      | Ernestine Barrier       | Madame Président                        | fictif                    | Project Moonbase                                  | États-Unis                                      | 1953             | Richard Talmadge                          |
|      | Angela Bassett          | Evelyn Mitchell                         | fictif                    | Zero Day                                          | États-Unis                                      | 2025             | Lesli Linka Glatter                       |
|      | Meredith Baxter         | Harriet Franklin                        | fictif                    | Airline Disaster                                  | États-Unis                                      | 2010             | John Willis III                           |
|      | Sura Berditchevsky (pt) | Janete Ruscov                           | fictif                    | O Mecanismo                                       | Brésil                                          | 2018             | José Padilha                              |
|      | Polly Bergen            | Leslie McCloud                          | fictif                    | Kisses for My President                           | États-Unis                                      | 1964             | Curtis Bernhardt                          |
|      | Kate Burton             | Sally Langston (Présidente par intérim) | fictif                    | Scandal                                           | États-Unis                                      | 2013             | Shonda Rhimes                             |
|      | Lynda Carter            |                                         | fictif                    | Supergirl                                         | États-Unis                                      | 2016             | Greg Berlanti Ali Adler                   |
|      | Sally Champlin          | non nommée                              | fictif                    | The Woman Every Man Wants                         | États-Unis                                      | 2001             | Gabriela Tagliavini                       |
|      | Anne Consigny           | Grace Bellanger                         | fictif                    | L'État de Grace                                   | France                                          | 2006             | Pascal Chaumeil                           |
|      | Marcia Cross            | Claire Hass                             | fictif                    | Quantico                                          | États-Unis                                      | 2016             | Mark Gordon                               |
|      | Léa Drucker             | Élisabeth de Raincy                     | fictif                    | Le Monde d'hier                                   | France                                          | 2022             | Diastème                                  |
|      | Geena Davis             | Mackenzie Allen                         | fictif                    | Commander in Chief                                | États-Unis                                      | 2005-2006        | Rod Lurie                                 |
|      | Patty Duke              | Julia Mansfield                         | fictif                    | Hail to the Chief                                 | États-Unis                                      | 1985             | J.D. Lobue (en)                           |
|      | Tovah Feldshuh          | Pauline Mackenszie                      | fictif                    | Salvation                                         | États-Unis                                      | 2017-2018        | Liz Kruger, Craig Shapiro et Matt Wheeler |
|      | Audrey Fleurot          | Barbara Applepie                        | fictif                    | Mais qui a retué Pamela Rose ?                    | États-Unis of America                           | 2012             | Kad Merad et Olivier Baroux               |
|      | Vivica A. Fox           | Ellen Henricksen                        | fictif                    | Crossbreed                                        | États-Unis                                      | 2019             | Brandon Slagle                            |
|      | Caroline Goodall        | Ilene Dover                             | fictif                    | Hunter Killer                                     | États-Unis                                      | 2018             | Donovan Marsh                             |
|      | Susan Hogan             | Alice Crane                             | fictif                    | Tempête solaire : Au péril de la Terre (partie 2) | États-Unis                                      | 2013             | Kevin Fair (en)                           |
|      | Cherry Jones            | Allison Taylor                          | fictif                    | 24 heures chrono                                  | États-Unis                                      | 2009-2010        | Joel Surnow et Robert Cochran             |
|      | Mimi Kuzyk              | Sally Sheridan                          | fictif                    | XIII : La Conspiration                            | États-Unis                                      | 2008             | Duane Clark (en)                          |
|      | Julia Louis-Dreyfus     | Selina Meyer                            | fictif                    | Veep                                              | États-Unis                                      | 2014-2016        | Armando Iannucci                          |
|      | Elizabeth Marvel        | Elizabeth Keane (Présidente)            | fictif                    | Homeland                                          | États-Unis                                      | 2017             | Howard Gordon                             |
|      | Kari Matchett           | Présidente Travers                      | fictif                    | The Night Agent                                   | États-Unis                                      | 2023             | Shawn Ryan                                |
|      | Mary McDonnell          | Laura Roslin                            | fictif                    | Battlestar Galactica                              | Douze colonies de Kobol                         | 2003             | Ronald D. Moore                           |
|      | Anna Mouglalis          | Amélie Dorendeu                         | fictif                    | Baron noir                                        | France                                          | 2018             | Eric Benzekri                             |
|      | Stephanie Paul          | non nommée                              | fictif                    | Iron Sky                                          | États-Unis                                      | 2012             | Timo Vuorensola                           |
|      | Stephanie Paul          | non nommée                              | fictif                    | Iron Sky 2                                        | États-Unis                                      | 2019             | Timo Vuorensola                           |
|      | Sheryl Lee Ralph        | Présidente Kelly Wade                   | fictif                    | Motherland: Fort Salem                            | États-Unis                                      | 2020             | Eliot Laurence                            |
|      | Joan Rivers             | Rivers                                  | fictif                    | Les Patterson Saves the World (en)                | États-Unis                                      | 1987             | George Miller                             |
|      | Gina Rodriguez          | Elena Cañero-Reed                       | fictif                    | Journal d'une Future Présidente                   | États-Unis                                      | 2020             | Ilana Peña                                |
|      | Andrea Savage           | Laura Montez                            | fictif                    | Veep                                              | États-Unis                                      | 2016             | Armando Iannucci                          |
|      | Dulcie Smart            | Miranda Harrison                        | fictif                    | Impact final                                      | États-Unis                                      | 2004             | Christoph Schrewe (de)                    |
|      | Meryl Streep            | Janie Orlean                            | fictif                    | Don't Look Up                                     | États-Unis                                      | 2021             | Adam McKay                                |
|      | Loretta Swit            | Barbara Adams                           | fictif                    | Whoops Apocalypse (en)                            | États-Unis                                      | 1988             | Tom Bussmann                              |
|      | Sela Ward               | Elizabeth Lanford                       | fictif                    | Independence Day: Resurgence                      | États-Unis                                      | 2016             | Roland Emmerich                           |
|      | Patricia Wettig         | Caroline Reynolds                       | fictif                    | Prison Break                                      | États-Unis                                      | 2005-2006        | Paul Scheuring                            |
|      | Alfre Woodard           | Constance Payton                        | fictif                    | State of Affairs                                  | États-Unis                                      | 2014-2015        | Joe Carnahan                              |
|      | Robin Wright            | Claire Underwood                        | fictif                    | House of Cards                                    | États-Unis                                      | 2017-2018        | Beau Willimon                             |
|      | Bellamy Young           | Mellie Grant                            | fictif                    | Scandal                                           | États-Unis                                      | 2017             | Shonda Rhimes                             |
|      | Harry Shearer           | Arnold Schwarzenegger                   | fictif                    | Les Simpson, le film                              | États-Unis                                      | 2007             | Matt Groening                             |